# بيل إكس بي-52
كان بيل إكس بي-52 مشروع مقاتلة غير تقليدية التي انبثقت من مسابقة USAAC الذي عقد في شتاء عام 1939 لمقاتل من شأنه أن يكون أكثر فعالية من أي موجود مع سرعة قصوى، ومعدل التسلق، القدرة على المناورة والتسليح، والرؤية التجريبية، والتي سيكون أعلى بكثير من تلك في أي مقاتل القائمة. بالإضافة إلى ذلك، كان مطلوبا من مقاتلة لديك التكلفة الأولية المنخفضة وكان لابد سهلة وغير مكلفة للمحافظة عليه.
أصدر USAAC متطلباتها لهذه الصناعة في شكل طلب بيانات R-40C. وجاء ما لا يقل عن 50 الردود في. ومن بين هذه كان نموذج 16، التي تعتبر الشركة بيل قد وضعت قبل بضعة أشهر. كان الجرس الشهير لتقديم تصاميم غير تقليدية، وكان نموذج 16 ليست استثناء. وقد شنت الجناح في موقف منتصف جسم الطائرة، واجتاحت إلى الخلف في زاوية من نحو 20 درجة. وقد شنت الغارات الجوية التوأم حوالي ثلث الطريق على طول خارجي أجنحة من جسم الطائرة.وكان الهبوط دراجة ثلاثية العجلات لتركيبها.
وكانت واحدة ميزة غير عادية للبيل إكس بي-52 وجود مدخل الهواء للمشعات محرك المركبة في الأنف المدقع، وهي سمة التي كان من المقرر أن ينظر في وقت لاحق من مقاتلي تعمل بالطاقة طائرة. وكان اثنان من 20 ملم مدفع لتركيبها في الجزء الأسفل من جسم الطائرة، وكانت ثلاث سنوات 0.50 في المدافع الرشاشة لتركيبها في الجزء الأمامي من كل من طفرات التوأم.
بحلول نهاية عام 1940، كانت اللجنة قد الشرائية الجيش اختار ستة من الطلبات لمزيد من التطوير. وكان من بينهم بيل نموذج 16. وصدر أمر نموذج أولي واحد تحت تسمية إكس بي-52 . ولكن تم إلغاء هذا النظام في 25 نوفمبر 1941، قبل أن يتم بناء أي شيء. تم استبدالها بأمر لتصميم آخر بيل، استنادا إلى إكس بي-52 ولكن مجهزة أكثر قوة برات آند ويتني R-2800-52 الهواء وتبريد المحرك شعاعي. تم تعيين هذه الطائرة تسمية إكس بي-59 من قبل الجيش الاميركي.
وتضمن الأداء المقدرة لل إكس بي-52 سرعة قصوى تبلغ 425 ميلا في الساعة في 19500 قدم. وكان من المتوقع أن ارتفاع 20،000 قدم يمكن أن يتحقق في 6.3 دقيقة، وأن سقف الخدمة سيكون 40،000 قدم. كان أقصى مدى لتكون 960 ميل. وقدرت الأوزان أن تكون 6840 £ فارغة و£ 8750 الإجمالي. وكانت أبعاد جناحيها 35 قدما وطول 34 قدم، ارتفاع 9 أقدام و 3 بوصات، ومساحة الجناح 233 قدم مربع.